# Ryszard Winter

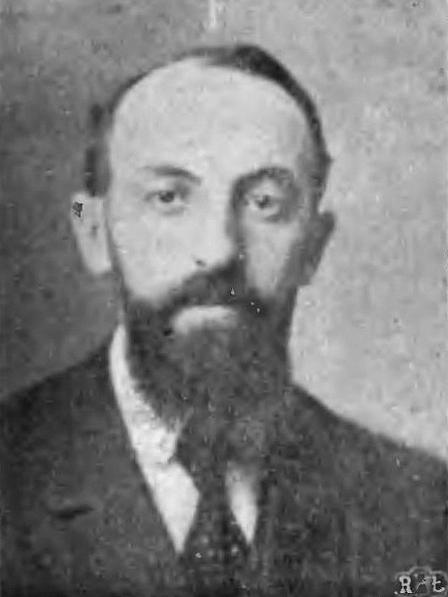
Ryszard Winter

Ryszard Winter (ur. 9 marca 1883 w Turku, zm. 11 września 1921 w Łodzi) – polski działacz sportowy żydowskiego pochodzenia.
Ryszard Winter był pierwszym prezesem założonego w 1908 Łódzkiego Klubu Sportowego. Na stanowisko został wybrany w trzy dni po oficjalnej rejestracji nowego stowarzyszenia sportowego w sierpniu 1909. Zmarł w 1921 i został pochowany na nowym cmentarzu żydowskim w Łodzi, przy ul. Brackiej.